# Wancourt British Cemetery
Wancourt British Cemetery is een Britse militaire begraafplaats met gesneuvelden uit de Eerste Wereldoorlog, gelegen in de Franse gemeente Wancourt (departement Pas-de-Calais). De begraafplaats werd ontworpen door Edwin Lutyens en ligt aan een onverharde weg op 500 m ten zuidoosten van het centrum van Wancourt (Eglise Saint-Aubaude). Ze heeft een nagenoeg rechthoekig grondplan met een oppervlakte van 1.382 m² en wordt omsloten door een draadafsluiting en een beukenhaag.
In de oostelijke hoek bevindt zich de hoofdingang die gemarkeerd wordt door twee witte stenen zuilen. Achter deze zuilen staat een bakstenen poortgebouw onder een plat dak en een open doorgang met rondboog. Aan de achterzijde van het gebouw bevindt zich een opslagruimte aan de ene kant van de doorgang en een schuilplaats met zitbank aan de andere kant. Het gehele toegangsgedeelte wordt afgebakend door een lage bakstenen muur.
In de zuidelijke hoek is nog een tweede ingang die enkel gemarkeerd wordt met identieke zuilen als de hoofdingang. Vanaf de hoofdingang heeft men uitzicht op de Stone of Remembrance die tegen de noordoostelijke afsluiting staat en vanaf de tweede ingang heeft men uitzicht op het Cross of Sacrifice dat tegen de zuidwestelijke afsluiting staat. De begraafplaats wordt onderhouden door de Commonwealth War Graves Commission.
Op de begraafplaats worden 1.936 doden herdacht waaronder 829 niet geïdentificeerde.

## Geschiedenis
Wancourt werd na zware gevechten op 12 april 1917 ingenomen waarna de opmars de volgende dagen werd voortgezet. De begraafplaats die aanvankelijk Cojeul Valley Cemetery of River Road Cemetery werd genoemd, werd tien dagen later aangelegd en tot oktober 1918 gebruikt. Vanaf maart 1918 was ze in vijandelijke handen tot het Canadian Corps Wancourt op 26 augustus heroverde.
Bij de wapenstilstand bevatte de begraafplaats 410 graven, maar de volgende jaren werd het aantal sterk uitgebreid toen gesneuvelden werden bijgezet die afkomstig waren van de slagvelden ten zuidoosten van Arras en van de volgende kleinere begraafplaatsen:
St. Martin-Croisilles Road Cemetery (15 doden) en The Lincolns Cemetery (22 doden) in (Saint-Martin-sur-Cojeul).
Shaft Trench Cemetery (19 doden), Signal Trench Cemetery (22 doden), Fontaine Road Cemetery (17 doden) en Heninel-Cherisy Road West Cemetery (25 doden) in Héninel.
Henin North Cemetery (29 doden) in Hénin-sur-Cojeul.
Onder de 1.007 geïdentificeerde doden zijn er 883 Britten en 224 Canadezen. Voor 76 slachtoffers werden Special Memorials opgericht omdat hun graven niet meer gelokaliseerd konden worden en men neemt aan dat ze onder naamloze grafzerken liggen.
Twintig slachtoffers die oorspronkelijk in Signal Trench Cemetery waren begraven maar wier graven werden vernietigd door artillerievuur, worden herdacht met een Duhallow Block.

## Graven

### Onderscheiden militairen
- Archibald Ernest Graham McKenzie, luitenant-kolonel bij de Canadian Infantry werd tweemaal onderscheiden met de Distinguished Service Order (DSO and Bar).
- majoor Arthur Vincent Wood (Canadian Infantry), de kapiteins Cyril Easton (East Yorkshire Regiment), Wilfrid Vause (Yorkshire Regiment) en Gordon Henry Applegath (Canadian Infantry) en luitenant A. Gittins (King's Shropshire Light Infantry) werden onderscheiden met het Military Cross (MC).
- G.G. French, soldaat bij de Canadian Infantry werd onderscheiden met de Distinguished Conduct Medal (DCM).
- Alexander Gardiner, soldaat bij de Highland Light Infantry werd onderscheiden met de Meritorious Service Medal (MSM).
- sergeant D.B. Bell (Canadian Infantry) en korporaal James Richardson (Seaforth Highlanders) werden tweemaal onderscheiden met de Military Medal (MM and Bar).
- nog 37 militairen werden onderscheiden met de Military Medal (MM).

### Aliassen
Vijf militairen dienden onder een alias.
- soldaat Ferdinand Gronwall als Frederick Arthur Marshall bij het Middlesex Regiment.
- soldaat David Kanapka als D.K. Davis bij het London Regiment.
- soldaat John Alexander Keith Way als J.A. Keith bij het Middlesex Regiment.
- soldaat Lee Darwin Krueger als J.A. King bij de Canadian Infantry.
- soldaat Guy Bellman als George Wilson bij de Canadian Infantry.